# Joe Ossanna
Joseph F. Ossanna (10 de dezembro, 1928, Detroit, Michigan – 28 de novembro, 1977, Morristown, Nova Jérsia) trabalhou como funcionário técnico no Laboratório da Bell Telephone em Murray Hill, Nova Jérsia. Aí envolveu-se ativamente no desenvolvimento de programas informáticos para o Multics (Multiplexed Information and Computing Service), um sistema operativo de propósito geral utilizado na Bell.

## Educação e Carreira
Ossanna recebeu o seu Bacharelato em Engenharia (B.S.E.E.) da Universidade Estadual de Wayne em 1952.
No Bell Telephone Labs, Ossanna estava envolvido na conceção de amplificadores de baixo ruído e de realimentação, previsão de ângulo de visada de satélite, teoria de desvanecimento em rádio móvel e no processamento de dados estatísticos. Também estava envolvido na operação do Centro Computacional de Murray Hill e estava ativamente envolvido na conceção de programas informáticos do Multics.
Depois de aprender a programar o computador PDP-7, Ken Thompson, Dennis Ritchie, Joe Ossanna, e Rudd Canaday começaram a programar o sistema operativo anteriormente concebido por Thompson (Unics, mais tarde baptizado de Unix). A programação por parte de Ossanna de um sistema de ficheiros, um conjunto de utilitários básicos e um montador, permitiu estabelecer um núcleo para este .  Mais tarde, Doug McIlroy escreveu que "Ossanna, com os instintos de um sargento militar, equipou o nosso primeiro laboratório e atraiu os primeiros utilizadores externos."
Quando a equipa recebeu uma máquina fototipográfica Graphic Systems CAT para fazer arte final de artigos profissionais e submissões de patentes, Ossanna escreveu uma versão do nroff para a controlar. Esta aplicação foi nomeada de troff, significado typesetter 'rofff. Deste modo, em 1973, concebeu a primeira versão do troff para Unix, inteiramente escrito na linguagem de montagem do PDP-11. No entanto, dois anos mais tarde, Ossanna rescreveu o código na língua de programação C. Ele tinha planeado outra rescrita, na qual planeava melhorar a sua usabilidade, mas Brian Kernighan tomou conta do projeto.
Ossana era membro da Associação para a Computação, Sigma Xi, e Tau Beta Pi.
Morreu devido a complicações cardíacas.